# Al-Markhiya Sports Club
L'Al-Markhiya Sports Club è una società calcistica qatariota di Doha, fondata nel 1995. Milita nella Seconda Divisione, la serie cadetta del campionato qatariota. 

## Storia
Fondato nel 1995 con il nome Al-Ittifaq, ha adottato l'attuale denominazione nel 2004, rappresentando così il distretto di provenienza. Al termine del campionato 2016-2017 ha ottenuto la promozione nella Qatar Stars League.

## Palmarès

### Competizioni nazionali
- Campionato qatariota di seconda divisione: 6

1994-1995, 1995-1996, 1996-1997, 1998-1999, 2016-2017, 2021-2022

## Organico

### Rosa 2024-2025
| N. |                    | Ruolo | Calciatore              |
| -- | ------------------ | ----- | ----------------------- |
| 1  | Qatar (bandiera)   | P     | Fahad Younes            |
| 2  | Qatar (bandiera)   | D     | Mosaab Mahmoud          |
| 3  | Qatar (bandiera)   | D     | Tameem Al-Muhaza        |
| 4  | Qatar (bandiera)   | D     | Mostafa Mido            |
| 6  | Qatar (bandiera)   | C     | Saleh Al-Yahri          |
| 7  | Qatar (bandiera)   | C     | Saleh Al Yazidi         |
| 8  | Qatar (bandiera)   | D     | Talal Al Shila          |
| 11 | Qatar (bandiera)   | A     | Mohammed Salah Al-Neel  |
| 12 | Qatar (bandiera)   | D     | Elhaj Mostafa           |
| 16 | Qatar (bandiera)   | C     | Nasser Ibrahim Al-Nassr |
| 18 | Somalia (bandiera) | D     | Aden Ali Aden           |
| 19 | Qatar (bandiera)   | D     | Anas Al-Fadhel          |
| 21 | Qatar (bandiera)   | D     | Khaled Al-Shibah        |
| 22 | Qatar (bandiera)   | P     | Mohammed Muntasser      |
| 24 | Qatar (bandiera)   | D     | Mubarak Al-Saadi        |
| 25 | Qatar (bandiera)   | C     | Mohammed Shaaban        |
| 26 | Qatar (bandiera)   | D     | Bilal Mohammed          |

| N. |                    | Ruolo | Calciatore         |
| -- | ------------------ | ----- | ------------------ |
| 27 | Qatar (bandiera)   | P     | Hamad Abdulhameed  |
| 28 | Qatar (bandiera)   | A     | Majed Riyadh       |
| 31 | Qatar (bandiera)   | C     | Mohammed Al Kuwari |
| 33 | Brasile (bandiera) | P     | Evanildo Rodrigues |
| 40 | Yemen (bandiera)   | D     | Ammar Hamsan       |
| 48 | Qatar (bandiera)   | C     | Lawrence Quaye     |
| 55 | Qatar (bandiera)   | A     | Abdulgadir Ilyas   |
| 60 | Qatar (bandiera)   | P     | Mohammed Al-Bakari |
| 66 | Brasile (bandiera) | A     | Léo Mineiro        |
| 74 | Qatar (bandiera)   | A     | Mahmoud Attiyah    |
| 80 | Qatar (bandiera)   | C     | Abdullah Al-Hajri  |
| 84 | Qatar (bandiera)   | C     | Ali Al-Moraikhi    |
| 92 | Qatar (bandiera)   | C     | Hamad Balghaith    |
| 93 | Qatar (bandiera)   | P     | Majed Al-Shibani   |
| 94 | Qatar (bandiera)   | C     | Hamad Shahin       |